# Юніорська збірна Ізраїлю з хокею із шайбою
Юніорська збірна Ізраїлю з хокею із шайбою  — національна юніорська команда Ізраїлю, що представляє країну на міжнародних змаганнях з хокею із шайбою. Опікується командою Федерація хокею Ізраїлю, команда постійно бере участь у чемпіонаті світу з хокею із шайбою серед юніорських команд.

## Результати

### Чемпіонати світу з хокею із шайбою серед юніорських команд
- 1999 — 4 місце (Дивізіон ІІ, Європа)
- 2000 — 5 місце (Дивізіон ІІ, Європа)
- 2001 — 8 місце (Дивізіон ІІІ)
- 2003 — 4 місце (Дивізіон ІІІ, Група В)
- 2004 — 5 місце (Дивізіон ІІІ)
- 2005 — 3 місце (Дивізіон ІІІ)
- 2006 — 2 місце (Дивізіон ІІІ)
- 2007 — 5 місце (Дивізіон ІІ, Група А)
- 2008 — 6 місце (Дивізіон ІІ, Група В)
- 2010 — 4 місце (Дивізіон ІІІ, Група В)
- 2011 — 4 місце (Дивізіон ІІІ, Група В)
- 2013 — 1 місце (Дивізіон ІІІ, Група В)
- 2014 — 2 місце (Дивізіон ІІІ, Група А)
- 2015 — 5 місце (Дивізіон ІІІ, Група А)
- 2016 — 4 місце (Дивізіон ІІІ, Група А)
- 2017 — 2 місце (Дивізіон ІІІ, Група А)
- 2018 — 4 місце (Дивізіон ІІІ, Група А)
- 2019 — 2 місце (Дивізіон ІІІ, Група А)
- 2022 — 4 місце (Дивізіон ІІІ, Група А)
- 2023 — 1 місце (Дивізіон ІІІ, Група А)
- 2024 — 6 місце (Дивізіон ІІ, Група В)
- 2025 — 3 місце (Дивізіон ІІІ, Група А)